# Nová klasická makroekonomie
Nová klasická makroekonomie, škola racionálních očekávání, monetarismus II, popř. neomonetarismus je škola ekonomického myšlení, která vychází z neoklasické ekonomie a z díla Roberta E. Lucase. Jedná se o makroekonomickou teorii, která však zdůrazňuje nutnost důsledně stavět na mikroekonomických základech. Nová klasická makroekonomie přináší do moderní ekonomie nový prvek, kterým je hypotéza racionálních očekávání. Její popularita byla zvlášť vysoká mezi mladými ekonomy a její vliv se v průběhu 70. a 80. let 20. století zvyšoval.

## Představitelé
Hypotézu racionálních očekávání v makroekonomii původně aplikoval Robert E. Lucas. Na jejím rozpracování se podíleli především Neil Wallace a Thomas J. Sargent, kteří zformulovali známou tezi o neúčinnosti hospodářské politiky.
Lucas zároveň modifikoval Phillipsovu křivku do podoby tzv. funkce agregátní poptávky založené na přirozené míře nezaměstnanosti a Okunově zákoně.

## Historie a charakteristika
Nová klasická makroekonomie se začíná rozvíjet v 70. letech 20. století v USA souběžně s monetarismem, a to zejména v souvislosti s novými jevy v ekonomice (stagflace), které nedokázala tehdy dominantní neokeynesiánská teorie vysvětlit.
Oproti monetarismu je však tato nová teoretická koncepce postavena ještě důsledněji na neoklasických základech.
Na rozdíl od koncepce adaptivních očekávání vychází tato škola z dynamických modelů celkové ekonomické rovnováhy s dokonale pružnou tvorbou cen. Z toho vyplývá i chápání tržní ekonomiky jako naprosto stabilní systém, který se může zhroutit pouze vnějším zásahem.
Nová klasická makroekonomie přebírá mnoho úvah z Friedmanova monetarismu, avšak liší se v pohledu na neutralitu peněz. Pokud ekonomické subjekty vytvářejí správná racionální očekávání, peníze jsou zde neutrální i v krátkém období. Pokračovatelé nové klasické makroekonomie (zastánci teorie reálného hospodářského cyklu) dokonce tvrdí, že peníze jsou neutrální za všech okolností. Monetární politika tak podle této teorie nemá na reálné veličiny sebemenší vliv. Od monetarismu se teorie dále liší důsledným založením na celkové rovnováze, propracovanější metodologií a extrémnějšími závěry.

### Elektronické zdroje
- Deopke, Lehnert, Sellgren (1999). Macroeconomics – dosud nepublikovaná kniha Deopke et al. (1999) volně ke stažení na stránkách University of California.